# FMR Records
FMR Records is een Brits platenlabel, dat zich vooral richt op het uitbrengen van free jazz en geïmproviseerde muziek. FMR staat voor Future Music Records.
Het label werd in 1972 opgericht door Trevor Taylor en is gevestigd in Rayleigh, Essex. Musici die op het label uitkwamen zijn onder meer Jasper van 't Hof & Fredy Studer, James Fulkerson, Mark O'Leary, Barry Guy, Bob Gluck, Nick Didkovsky, Evan Parker, Paul Dunmall, Mike Osborne, John Surman, Peter Brötzmann en John Law.